# Мийка (фільм, 1925)
«Мийка» (англ. Cleaning Up) — американська короткометражна кінокомедія Роско Арбакла 1925 року.

## У ролях
- Джонні Артур — чоловік
- Гелен Фостер — дружина
- Джордж Девіс — брат дружини